# Jacek Kowalczyk (piłkarz)
Jacek Kowalczyk (ur. 12 sierpnia 1981 w Katowicach) – polski piłkarz występujący na pozycji obrońcy.

## Kariera klubowa
Jest wychowankiem GKS Katowice. Seniorską karierę rozpoczął w GKS Katowice. Niegdyś uznawany za jeden z największych polskich piłkarskich talentów, jednak jego rozwój zastopowała poważna kontuzja. Od tej pory w krakowskiej Wiśle był tylko rezerwowym. W rundzie wiosennej sezonu 2005/2006 był zawodnikiem warszawskiej Polonii, z którą spadł z Ekstraklasy. Na początku sierpnia 2006 podpisał 2,5-letni kontrakt z Odrą Wodzisław, który 10 grudnia 2008 roku przedłużył o kolejne 2,5 roku. Latem 2010 powrócił do GKS-u Katowice, z którym grał w I lidze. W polskiej ekstraklasie rozegrał 187 meczów, strzelając 5 goli.

## Kariera reprezentacyjna
14 lutego 2003 Kowalczyk zadebiutował w reprezentacji Polski w wygranym 3:0 towarzyskim spotkaniu z Macedonią. Łącznie rozegrał 3 mecze. 
| l.p. | Data            | Miejsce      | Przeciwnik         | Rezultat | Rozgrywki  | Grał   | Uwagi |
| ---- | --------------- | ------------ | ------------------ | -------- | ---------- | ------ | ----- |
| 1.   | 14 lutego 2003  | Split        | Macedonia Północna | 3-0      | towarzyski | od 46' |       |
| 2.   | 14 grudnia 2003 | Ta’ Qali     | Litwa              | 3-1      | towarzyski | do 62' |       |
| 3.   | 21 lutego 2004  | San Fernando | Wyspy Owcze        | 6-0      | towarzyski | od 46' |       |